# Associazione Sportiva Roma 1939-1940
Questa voce raccoglie le informazioni riguardanti l'Associazione Sportiva Roma nelle competizioni ufficiali della stagione 1939-1940.

## Stagione
La campagna acquisti estiva porta una rivoluzione nel parco calciatori societario: ritorna Amadei, che quell'anno giocherà come ala, e arrivano molti giocatori nuovi tra cui ben quattro argentini, che deludono tutti tranne l'attaccante Miguel Ángel Pantó; l'attaccante argentino Providente viene addirittura soprannominato er provolone dai tifosi esasperati dal suo gioco inconsistente. La squadra stenta ad esprimersi a buoni livelli, così nella seconda parte del torneo l'allenatore Ara viene sostituito con Alfréd Schaffer. La Roma intanto arriva settima in campionato, inoltre questo è l'ultimo anno che la squadra gioca nel Campo Testaccio.

## Divise
La divisa primaria della Roma è costituita da maglia rossa, pantaloncini bianchi e calzettoni rossi con banda gialla orizzontale; la seconda divisa presenta una maglia bianca con banda giallorossa orizzontale tra torace e addome, pantaloncini e calzettoni neri, questi con una banda giallorossa orizzontale; in alcune partite fuori casa viene usata una divisa completamente nera, con i calzettoni ornati da una banda giallorossa orizzontale. I portieri hanno tre divise: la prima presenta maglia nera (con colletto a polo), calzoncini bianchi, calzettoni rossi con banda gialla orizzontale, la seconda maglia blu, calzoncini neri e calzettoni rossi con banda gialla orizzontale, la terza maglia grigia combinata con gli stessi calzoncini e calzettoni della precedente.
| Casa | Trasferta | Terza divisa | 1ª div. portiere | 2ª div. portiere | 3ª div. portiere |

## Organigramma societario
Di seguito l'organigramma societario.
Area direttiva
- Presidente: Igino Betti

Area tecnica
- Allenatore: Guido Ara, dalla 27ª Alfréd Schaffer

## Rosa
Di seguito la rosa.
| N. |                   | Ruolo | Calciatore               |
| -- | ----------------- | ----- | ------------------------ |
|    | Italia (bandiera) | P     | Ugo Ceresa               |
|    | Italia (bandiera) | P     | Guido Masetti (capitano) |
|    | Italia (bandiera) | D     | Mario Acerbi             |
|    | Italia (bandiera) | D     | Luigi Brunella           |
|    | Italia (bandiera) | D     | Renato Cipriani          |
|    | Italia (bandiera) | D     | Andrea Gadaldi           |
|    | Italia (bandiera) | D     | Paolo Jacobini           |
|    | Italia (bandiera) | C     | Giuseppe Bonomi          |
|    | Italia (bandiera) | C     | Aristide Coscia          |
|    | Italia (bandiera) | C     | Mario De Grassi          |
|    | Italia (bandiera) | C     | Aldo Donati              |

| N. |                      | Ruolo | Calciatore           |
| -- | -------------------- | ----- | -------------------- |
|    | Italia (bandiera)    | C     | Antonio Fusco        |
|    | Albania (bandiera)   | C     | Naim Krieziu         |
|    | Italia (bandiera)    | C     | Pietro Serantoni     |
|    | Argentina (bandiera) | C     | Cataldo Spitale      |
|    | Italia (bandiera)    | A     | Amedeo Amadei        |
|    | Italia (bandiera)    | A     | Luciano Alghisi      |
|    | Argentina (bandiera) | A     | Antonio Campilongo   |
|    | Argentina (bandiera) | A     | Miguel Ángel Pantó   |
|    | Argentina (bandiera) | A     | Francisco Providente |
|    | Italia (bandiera)    | A     | Otello Subinaghi     |
|    | Italia (bandiera)    | A     | Omero Urilli         |

## Calciomercato
Di seguito il calciomercato.
| Acquisti | Acquisti             | Acquisti    | Acquisti      |
| R.       | Nome                 | da          | Modalità      |
| -------- | -------------------- | ----------- | ------------- |
| P        | Cesare Francalancia  | MATER       | fine prestito |
| D        | Mario Acerbi         | Fanfulla    | definitivo    |
| D        | Luigi Brunella       | Torino      | definitivo    |
| D        | Enrico Schiavetti    | Palermo     | fine prestito |
| C        | Naim Krieziu         | Tirana      | definitivo    |
| C        | Cataldo Spitale      | Platense    | definitivo    |
| A        | Amedeo Amadei        | Atalanta    | fine prestito |
| A        | Antonio Campilongo   | Platense    | definitivo    |
| A        | Miguel Ángel Pantó   | San Lorenzo | definitivo    |
| A        | Francisco Providente | Flamengo    | definitivo    |

| Cessioni | Cessioni              | Cessioni    | Cessioni      |
| R.       | Nome                  | a           | Modalità      |
| -------- | --------------------- | ----------- | ------------- |
| P        | Cesare Francalancia   | Sora        | prestito      |
| P        | Archimede Nardi       | Salernitana | definitivo    |
| D        | Erminio Asin          | Lucchese    | definitivo    |
| D        | Attilio Ferraris (IV) | Catania     | definitivo    |
| D        | Eraldo Monzeglio      | -           | fine carriera |
| D        | Enrico Schiavetti     | Sora        | prestito      |
| C        | Fulvio Bernardini     | MATER       | definitivo    |
| C        | Elio Bianchi          | Rimini      | definitivo    |
| C        | Luigi Di Pasquale     | Padova      | definitivo    |
| A        | Ermes Borsetti        | Torino      | definitivo    |
| A        | Trentino Bui          | Atalanta    | prestito      |
| A        | Oliviero Mascheroni   | Novara      | definitivo    |
| A        | Danilo Michelini      | Torino      | definitivo    |

## Risultati

### Serie A

#### Girone di andata
| Arbitro: | Soliani (Genova) |

|                                 |           |  |
| Pantó 24’ (rig.) Campilongo 86’ | Marcatori |  |

| Arbitro: | Scorzoni (Bologna) |

|                 |           |            |
| Foni 17’ (rig.) | Marcatori | 20’ Coscia |

| Arbitro: | Mattea (Torino) |

|  |           |                          |
|  | Marcatori | 39’ Pernigo 53’ Corbelli |

| Arbitro: | Scorzoni (Bologna) |

|  |           |               |
|  | Marcatori | 63’ Subinaghi |

| Arbitro: | Saracini (Ancona) |

|                     |           |                  |
| Amadei 4’ Pantó 51’ | Marcatori | 34’, 69’ Peretti |

| Arbitro: | Galeati (Bologna) |

|                                |           |  |
| Demaría 43’ Guarnieri 50’, 68’ | Marcatori |  |

| Bari 29 ottobre 1939 7ª giornata | Bari             | 0 – 0 referto | Roma | Stadio della Vittoria (8 000 circa spett.)\| Arbitro: \| Soliani (Genova) \| |
| Arbitro:                         | Soliani (Genova) |               |      |                                                                              |

| Arbitro: | Scorzoni (Bologna) |

|           |           |  |
| Pantó 75’ | Marcatori |  |

| Arbitro: | Ciamberlini (Genova) |

|           |           |  |
| Banfi 27’ | Marcatori |  |

| Roma 3 dicembre 1939, ore 14:30 10ª giornata | Roma             | 0 – 0 referto | Torino | Campo Testaccio (15 000 circa spett.)\| Arbitro: \| Pirovano (Monza) \| |
| Arbitro:                                     | Pirovano (Monza) |               |        |                                                                         |

| Arbitro: | Scarpi (Dolo) |

|             |           |  |
| Celoria 10’ | Marcatori |  |

| Arbitro: | Pizziolo (Firenze) |

|                       |           |  |
| Alghisi 3’ Amadei 20’ | Marcatori |  |

| Arbitro: | Rosso (Casale Monferrato) |

|                                  |           |  |
| Boffi 13’ (rig.), 58’ Biraghi 4’ | Marcatori |  |

| Arbitro: | Scorzoni (Bologna) |

|               |           |  |
| Campilongo 5’ | Marcatori |  |

| Arbitro: | Bonivento (Venezia) |

|                   |           |  |
| Romano 78’ (rig.) | Marcatori |  |

#### Girone di ritorno
| Arbitro: | Ciamberlini (Genova) |

|               |           |  |
| Puricelli 27’ | Marcatori |  |

| Arbitro: | Saracini (Ancona) |

|                                     |           |        |
| Coscia 36’ Pantò 50’ Providente 83’ | Marcatori | 69’ Bo |

| Arbitro: | Zelocchi (Modena) |

|                          |           |                              |
| Pernigo 47’ Busidoni 55’ | Marcatori | 33’ Alghisi 79’ (rig.) Pantò |

| Arbitro: | Scarpi (Dolo) |

|           |           |  |
| Pantò 42’ | Marcatori |  |

| Arbitro: | Zelocchi (Modena) |

|             |           |  |
| Bollano 10’ | Marcatori |  |

| Arbitro: | Scorzoni (Bologna) |

|             |           |                              |
| Alghisi 36’ | Marcatori | 65’ Frossi 85’ Ferraris (II) |

| Arbitro: | Scotto (Savona) |

|                                                  |           |                        |
| Pantò 5’ Providente 23’ Alghisi 64’ Coscia 90+1’ | Marcatori | 13’ Lushta 75’ Arienti |

| Arbitro: | Scorzoni (Bologna) |

|           |           |  |
| Costa 24’ | Marcatori |  |

| Arbitro: | Bonivento (Venezia) |

|            |           |  |
| Alghisi 3’ | Marcatori |  |

| Arbitro: | Galeati (Bologna) |

|                                          |           |  |
| Allasio 21’ Michelini 22’ Capri 51’, 88’ | Marcatori |  |

| Roma 21 aprile 1940 26ª giornata | Roma              | 0 – 0 referto | Fiorentina | Campo Testaccio (7 000 circa spett.)\| Arbitro: \| Galeati (Bologna) \| |
| Arbitro:                         | Galeati (Bologna) |               |            |                                                                         |

| Genova 12 maggio 1940 27ª giornata | Genova 1893         | 0 – 0 referto | Roma | Stadio Luigi Ferraris (4 500 circa spett.)\| Arbitro: \| Conticini (Firenze) \| |
| Arbitro:                           | Conticini (Firenze) |               |      |                                                                                 |

| Arbitro: | Scotto (Savona) |

|                              |           |               |
| Pantò 9’, 20’ Providente 57’ | Marcatori | 70’ Buscaglia |

| Arbitro: | Soliani (Genova) |

|             |           |  |
| Flamini 14’ | Marcatori |  |

| Arbitro: | Marsciani (Modena) |

|                                            |           |              |
| Pantò 25’ (rig.) Coscia 32’ Providente 40’ | Marcatori | 77’ Versaldi |

### Coppa Italia

#### Fase finale
| Arbitro: | Nicolini (Ancona) |

|                                         |           |              |
| Amadei 2’, 34’, 68’ Pantó 60’, 85’, 88’ | Marcatori | 29’ Ulivieri |

| Arbitro: | Soliani (Genova) |

|                                   |           |            |
| Borel 22’ (rig.), 31’ Gabetto 55’ | Marcatori | 27’ Donati |

## Statistiche

### Statistiche di squadra
Di seguito le statistiche di squadra.
| Competizione | Punti | In casa | In casa | In casa | In casa | In casa | In casa | In trasferta | In trasferta | In trasferta | In trasferta | In trasferta | In trasferta | Totale | Totale | Totale | Totale | Totale | Totale | DR |
| Competizione | Punti | G       | V       | N       | P       | Gf      | Gs      | G            | V            | N            | P            | Gf           | Gs           | G      | V      | N      | P      | Gf     | Gs     | DR |
| ------------ | ----- | ------- | ------- | ------- | ------- | ------- | ------- | ------------ | ------------ | ------------ | ------------ | ------------ | ------------ | ------ | ------ | ------ | ------ | ------ | ------ | -- |
| Serie A      | 29    | 15      | 10      | 3       | 2       | 24      | 11      | 15           | 1            | 4            | 10           | 4            | 20           | 30     | 11     | 7      | 12     | 28     | 31     | -3 |
| Coppa Italia |       | 1       | 1       | 0       | 0       | 6       | 1       | 1            | 0            | 0            | 1            | 1            | 3            | 2      | 1      | 0      | 1      | 7      | 4      | +3 |
| Totale       |       | 16      | 11      | 3       | 2       | 30      | 12      | 16           | 1            | 4            | 11           | 5            | 23           | 32     | 12     | 7      | 13     | 35     | 35     | 0  |

### Andamento in campionato
Fonte=rsssf
| Giornata  | 1 | 2 | 3 | 4 | 5 | 6 | 7 | 8 | 9 | 10 | 11 | 12 | 13 | 14 | 15 | 16 | 17 | 18 | 19 | 20 | 21 | 22 | 23 | 24 | 25 | 26 | 27 | 28 | 29 | 30 |
| --------- | - | - | - | - | - | - | - | - | - | -- | -- | -- | -- | -- | -- | -- | -- | -- | -- | -- | -- | -- | -- | -- | -- | -- | -- | -- | -- | -- |
| Luogo     | C | T | C | T | C | T | T | C | T | C  | T  | C  | T  | C  | T  | T  | C  | T  | C  | T  | C  | C  | T  | C  | T  | C  | T  | C  | T  | C  |
| Risultato | V | N | P | V | N | P | N | V | P | N  | P  | V  | P  | V  | P  | P  | V  | N  | V  | P  | P  | V  | P  | V  | P  | N  | N  | V  | P  | V  |
| Posizione | 1 | 1 | 7 | 4 | 3 | 8 | 8 | 6 | 7 | 7  | 10 | 8  | 11 | 9  | 12 | 12 | 10 | 9  | 8  | 8  | 11 | 8  | 9  | 8  | 9  | 9  | 8  | 7  | 7  | 7  |

Legenda:

Luogo: C = Casa; T = Trasferta. Risultato: V = Vittoria; N = Pareggio; P = Sconfitta.

### Statistiche dei giocatori
Desunte dalle edizioni cartacee dei giornali dell'epoca.
| Giocatore     | Serie A  | Serie A | Coppa Italia | Coppa Italia | Totale   | Totale |
| Giocatore     | Presenze | Reti    | Presenze     | Reti         | Presenze | Reti   |
| ------------- | -------- | ------- | ------------ | ------------ | -------- | ------ |
| U. Ceresa     | 6        | -4      | 1            | -3           | 7        | -7     |
| G. Masetti    | 24       | -27     | 1            | -1           | 25       | -28    |
| M. Acerbi     | 28       | 0       | 2            | 0            | 30       | 0      |
| L. Brunella   | 5        | 0       | 1            | 0            | 6        | 0      |
| R. Cipriani   | 1        | 0       | 0            | 0            | 1        | 0      |
| A. Gadaldi    | 27       | 0       | 1            | 0            | 28       | 0      |
| P. Jacobini   | 1        | 0       | 1            | 0            | 2        | 0      |
| G. Bonomi     | 28       | 0       | 2            | 0            | 30       | 0      |
| A. Coscia     | 26       | 4       | 1            | 0            | 27       | 4      |
| M. De Grassi  | 7        | 0       | 0            | 0            | 7        | 0      |
| A. Donati     | 26       | 0       | 2            | 1            | 28       | 1      |
| A. Fusco      | 6        | 0       | 1            | 0            | 7        | 0      |
| N. Krieziu    | 5        | 0       | 1            | 0            | 6        | 0      |
| P. Serantoni  | 10       | 0       | 1            | 0            | 11       | 0      |
| C. Spitale    | 21       | 0       | 1            | 0            | 22       | 0      |
| A. Amadei     | 22       | 2       | 1            | 3            | 23       | 5      |
| L. Alghisi    | 23       | 5       | 1            | 0            | 24       | 5      |
| A. Campilongo | 10       | 2       | 1            | 0            | 11       | 2      |
| M. Pantó      | 29       | 10      | 2            | 3            | 31       | 13     |
| F. Providente | 19       | 4       | 1            | 0            | 20       | 4      |
| O. Subinaghi  | 6        | 1       | 0            | 0            | 6        | 1      |
| O. Urilli     | 0        | 0       | 0            | 0            | 0        | 0      |

### Videografia
- Manuela Romano (a cura di), La storia della A.S. Roma (10 DVD-Video), Corriere dello Sport, Rai Trade, 2006.